# Kerstin Keen
Kerstin Margareta Keen, född Nilsson 1 september 1939 i Helgesta församling i Södermanlands län, är en svensk historiker, utbildningschef och politiker för Folkpartiet.
Keen är dotter till ingenjören Edvin Nilsson och lågstadieläraren Margareta Nilsson, född Lundin. Hon blev filosofie kandidat 1962, filosofie magister 1963 och tog lärarexamen 1964 samt verkade därefter vid olika skolor i Göteborg. Hon doktorerade i historia 1975 på en avhandling om kontakter mellan Europa och södra Afrika – Two decades of Basotho development 1830-1850.
Därefter var Keen forskarassistent och universitetslektor 1976–1983 vid Göteborgs universitet, varefter hon var utbildningschef i Volvokoncernen 1983–1991. Under åren 1991–1994 var hon en av sex regionchefer i det nybildade Skolverket. Från 1994 till 1998 var hon VD för Högskolan för lärarutbildning och kommunikation vid Högskolan i Jönköping.
Hon var riksdagsledamot för Göteborgs kommuns valkrets 1986–1988. Hösten 1986 ersatte hon Björn Molin, som lämnade riksdagen efter att ha blivit utnämnd till landshövding i Hallands län. I riksdagen var hon suppleant i utbildningsutskottet och engagerade sig främst i utbildnings- och kulturpolitik.